# Echimyinae
Echimyinae — підродина гризунів, яка містить 14 деревних родів — усі члени триби Echimyini, а також Callistomys — кілька наземних родів (Thrichomys, Hoplomys, Proechimys) і напівводний рід (Myocastor).